# Eric Holcomb
Eric Joseph Holcomb, född 2 maj 1968 i Indianapolis i Indiana, är en amerikansk republikansk politiker. Han var Indianas guvernör från 2017 till 2025.
Holcomb besegrade demokraten John Gregg i guvernörsvalet i Indiana 2016. Holcomb blev omvald år 2020 över den demokratiska kandidaten Woody Myers.